# Зарічний сільський округ (Костанайський район)
Зарі́чний сільський округ (каз. Заречный ауылдық округі, рос. Заречный сельский округ) — адміністративна одиниця у складі Костанайського району Костанайської області Казахстану. Адміністративний центр — село Зарічне.
Населення — 12105 осіб (2021; 7725 у 2009, 7009 у 1999, 7939 у 1989).
Станом на 1989 рк існувала Абайська сільська рада (села Новоселовка, Осиновка, селища Абай, Зарічний, Риспай, Талапкер). 1998 року Абайський сільський округ перейменовано в Зарічний.

## Склад
До складу округу входять такі населені пункти:
| Населений пункт   | Старі назви | Населення, осіб (1989) | Населення, осіб (1999) | Населення, осіб (2009) | Населення, осіб (2021) |
| ----------------- | ----------- | ---------------------- | ---------------------- | ---------------------- | ---------------------- |
| Абай, село        | -           | 434                    | 413                    | 470                    | 370                    |
| Зарічне, село     | Зарічний    | 6139                   | 5426                   | 5804                   | 10703                  |
| Новоселовка, село | -           | 288                    | 281                    | 305                    | 247                    |
| Осиновка, село    | -           | 301                    | 293                    | 314                    | 275                    |
| Риспай, село      | -           | 457                    | 444                    | 486                    | 288                    |
| Талапкер, село    | -           | 320                    | 332                    | 346                    | 222                    |